# Aéroport de Zyrianka
Ne doit pas être confondu avec Aérodrome de Zyryanka-Ouest.
L'aéroport de Zyrianka, code IATA : ZKP • code OACI : UESU • Code aéronautique de l'espace russophone : russe : ЗНК, est un aéroport situé dans la commune urbaine de Zyrianka en Russie.

## Compagnies aériennes et destinations
| Compagnies       | Destinations                  |
| ---------------- | ----------------------------- |
| Polar Airlines   | Iakoutsk                      |
| Yakutia Airlines | Iakoutsk[citation nécessaire] |

Édité le 06/09/2020